# Êmica e ética
Os termos emic e etic foram introduzidos pelo linguista Kenneth Pike, com base na distinção entre phonemics (em português, fonêmica, ramo da análise linguística que estuda a estrutura de um idioma no que se refere aos fonemas segmentais e sua distribuição na cadeia fônica) e phonetics (em português, fonética, estudo dos sons da fala de um idioma). 
Segundo Pike, tal distinção, baseada na interpretação (fonêmica) da realidade acústica de um som (fonética), pelo  sujeito,  deveria ser estendida ao comportamento social. Esses termos, de fato, popularizaram-se na antropologia social, graças a Marvin Harris, que os reutilizou, com acepções ligeiramente diferentes daquelas dadas por Pike, de modo que passaram a ter interesse para a redefinição do método etnográfico, pela nova etnografia da década de 1950, bem para a  etnolinguística, a etnosemântica e a etnociência. 
Assim, em antropologia, estudos do folclore, ciências sociais e comportamentais, êmica (emic) e ética (etic; a não confundir com ética) referem-se a dois tipos de abordagem na pesquisa de campo e na interpretação dos dados obtidos: a abordagem êmica envolve o entendimento de um grupo social ou de uma cultura da perspectiva interna daquele grupo, enquanto a abordagem ética diz respeito ao entendimento do grupo ou cultura, segundo a perspectiva do observador.

## Definições
"A abordagem êmica investiga como as pessoas locais pensam" (Kottak, 2006): como elas percebem e categorizam o mundo, suas regras de comportamento, o que tem significado para elas e como imaginam e explicam as coisas. "A abordagem ética (orientada a cientistas) muda o foco das observações, categorias, explicações e interpretações locais para as do antropólogo. A abordagem ética percebe que os membros de uma cultura geralmente estão envolvidos demais no que estão fazendo... para interpretar suas culturas de maneira imparcial. Ao usar a abordagem ética, o etnógrafo enfatiza o que considera importante".
Embora êmica e ética sejam às vezes considerados inerentemente em conflito e um possa ser preferido em detrimento do outro, a complementaridade de abordagens êmica e ética à pesquisa antropológica tem sido amplamente reconhecida, especialmente nas áreas de interesse em relação às características da natureza humana bem como a forma e função dos sistemas sociais humanos. 
[...] O conhecimento e as interpretações êmicas são aqueles existentes em uma cultura, 'determinados pelo costume local, significado e crença (Ager e Loughry, 2004: n.p.) e melhor descritos por um 'nativo' da cultura. O conhecimento ético refere-se a generalizações sobre o comportamento humano que são consideradas universalmente verdadeiras e comumente vincula práticas culturais a fatores de interesse do pesquisador, como condições econômicas ou ecológicas, que os insiders culturais podem não considerar muito relevantes (Morris et al., 1999).
As abordagens êmicas e éticas da compreensão do comportamento e da personalidade se enquadram no estudo da antropologia cultural. A antropologia cultural afirma que as pessoas são moldadas por suas culturas e subculturas, e devemos explicar isso no estudo da personalidade. Uma maneira é olhar as coisas através de uma abordagem êmica. Essa abordagem "é específica da cultura porque se concentra em uma única cultura e é entendida em seus próprios termos". Conforme explicado abaixo, o termo "êmico" se originou do termo linguístico específico "fonêmico", de fonema, que é uma maneira específica de o idioma de abstrair os sons da fala.
- Um relato êmico é uma descrição do comportamento ou uma crença em termos significativos (consciente ou inconscientemente) para o ator; isto é, um relato êmico vem de uma pessoa dentro da cultura. Quase tudo dentro de uma cultura pode fornecer uma conta êmica.
- Um relato "ético" é uma descrição de um comportamento ou crença de um analista social ou observador científico (um estudante ou estudioso de antropologia ou sociologia, por exemplo), em termos que podem ser aplicados em culturas; isto é, um relato ético tenta ser "culturalmente neutro", limitando qualquer viés ou alienação etnocêntrica, política e/ou cultural pelo observador.

Quando essas duas abordagens são combinadas, a visão "mais rica" de uma cultura ou sociedade pode ser entendida. Por si só, uma abordagem êmica teria dificuldade em aplicar valores globais a uma única cultura. A abordagem ética é útil para permitir que os pesquisadores vejam mais de um aspecto de uma cultura e para aplicar observações a culturas ao redor do mundo.

## História
Os termos foram cunhados em 1954 pelo linguista Kenneth Pike, que argumentou que as ferramentas desenvolvidas para descrever comportamentos linguísticos poderiam ser adaptadas à descrição de qualquer comportamento social humano. Como Pike observou, os cientistas sociais há muito debatem se seu conhecimento é objetivo ou subjetivo. A inovação de Pike foi afastar-se de um debate epistemológico e, em vez disso, buscar uma solução metodológica. Emic e etic são derivadas da linguística termos fonémica e fonética, respectivamente, onde phonemics eficazmente encarar os elementos de significado e fonética encarar os elementos de som. A possibilidade de uma descrição verdadeiramente objetiva foi descartada pelo próprio Pike em sua obra original; ele propôs a dicotomia êmica / ética na antropologia como uma maneira de contornar questões filosóficas sobre a própria natureza da objetividade.[carece de fontes?]
Os termos também foram defendidos pelos antropólogos Ward Goodenough e Marvin Harris com conotações ligeiramente diferentes daquelas usadas por Pike. Goodenough estava interessado principalmente em entender o significado culturalmente específico de crenças e práticas específicas; Harris estava interessado principalmente em explicar o comportamento humano.[carece de fontes?]
Pike, Harris e outros argumentaram que insiders e outsiders culturais são igualmente capazes de produzir relatos êmicos e éticos de sua cultura. Alguns pesquisadores usam ética,  para se referir a relatos objetivos ou externos, e êmico,  para se referir a relatos subjetivos ou privilegiados.
Margaret Mead era uma antropóloga que estudou os padrões da adolescência em Samoa. Ela descobriu que as dificuldades e as transições que os adolescentes enfrentam são culturalmente influenciadas. Os hormônios liberados durante a puberdade podem ser definidos usando uma estrutura ética, porque os adolescentes em todo o mundo têm os mesmos hormônios secretados. No entanto, Mead concluiu que a maneira como os adolescentes respondem a esses hormônios é grandemente influenciada por suas normas culturais. Através de seus estudos, Mead descobriu que classificações simples sobre comportamentos e personalidade não podiam ser usadas porque as culturas das pessoas influenciavam seus comportamentos de maneira tão radical. Seus estudos ajudaram a criar uma abordagem êmica para entender comportamentos e personalidade. Sua pesquisa deduziu que a cultura tem um impacto significativo na formação da personalidade de um indivíduo.
Carl Jung, um psicanalista suíço, é um pesquisador que adotou uma abordagem ética em seus estudos. Jung estudou mitologia, religião, rituais antigos e sonhos, levando-o a acreditar que existem arquétipos que podem ser identificados e usados para categorizar o comportamento das pessoas. Arquétipos são estruturas universais do inconsciente coletivo que se referem à maneira inerente pelas quais as pessoas estão predispostas a perceber e processar informações. Os principais arquétipos que Jung estudou foram a persona (como as pessoas escolhem se apresentar ao mundo), o animus/anima (parte das pessoas que experimentam o mundo vendo o sexo oposto, que orienta como selecionam seu parceiro romântico) e a sombra (lado sombrio das personalidades porque as pessoas têm um conceito do mal. Pessoas bem ajustadas devem integrar partes boas e más de si mesmas. Jung examinou o papel da mãe e deduziu que todas as pessoas têm mães e as vêem de maneira semelhante; eles oferecem nutrição e conforto. Seus estudos também sugerem que "os bebês evoluíram para sugar o leite da mama; também é o caso de todas as crianças que têm tendências inatas de reagir de certas maneiras". Essa maneira de olhar para a mãe é uma maneira ética de aplicar um conceito transcultural e universal.

## Aplicação aos estudos da personalidade
Abordagens êmicas e éticas são importantes para a compreensão da personalidade, porque os problemas podem surgir "quando conceitos, medidas e métodos são transferidos descuidadamente para outras culturas, na tentativa de generalizações transculturais sobre a personalidade". É difícil aplicar certas generalizações de comportamento a pessoas  diversas entre si e culturalmente diferentes. Um exemplo disso é a escala F (Macleod),  criada por Theodor Adorno para medir a personalidade autoritária e que pode ser usada também para prever comportamentos preconceituosos. Esse teste, quando aplicado aos americanos, retratou com precisão preconceitos contra indivíduos negros. No entanto, quando  a escala F foi aplicada à África do Sul, (Pettigrew e Friedman) os resultados não mostraram nenhum preconceito contra negros. Esse estudo utilizou abordagens êmicas, em entrevistas com os locais, e abordagens éticas, em testes de personalidade.